# Национална статистическа служба на Грузия
Националната статистическа служба на Грузия (на грузински: საქართველოს სტატისტიკის ეროვნული სამსახური) е държавна статистическа агенция, подчинена на правителството в Грузия.
Тя е създадена на 11 декември 2009 година, наследявайки Департамента по статистика на Министерството на икономиката и устойчивото развитие на Грузия. Седалището ѝ се намира в град Тбилиси.